# Estádio Reyno de Navarra
O Estádio Reyno de Navarra (anteriormente conhecido como El Sadar) é um estádio situado em Pamplona, Espanha. Onde joga como local Osasuna, time de futebol de primeira divisão. O estádio, inaugurado em 2 de setembro de 1967, tinha uma capacidade máxima de 19.800 pessoas (todas sentadas). As dimensões do campo são 105 metros de comprimento e 67,5 de largura.
Foi remodelado em 1989 com a construção da Tribuna de Preferência Alta.
Em 1998 deu boas-vindas a primeira loja oficial do clube, e 29 de maio de 1999 se inauguraram as oficinas na parte traseira do estádio, situadas anteriormente na Praça do Castelo de Pamplona. Em janeiro deste ano se instalou um placar eletrônico no ângulo norte, e em 13 de novembro se inaugurou a nova sede social e a sala de juntas.
Na temporada de 1999 e 2000 se instalaram dois restaurantes no exterior do estádio, e a sala de imprensa mudou de posição.
Na temporada de 2002 e 2003 foram instaladas novas cabines para a imprensa na zona mais alta do estádio. A antiga área se transformou em local VIP. Também foi instalou um novo túnel de vestiários pelo telescópio, e no exterior foram montadas duas lonas com imagens osasunistas.
Mais adiante, se ampliaram as oficinas com a construção de 3 novos escritórios e uma nova sala de reuniões, e em 14 de maio de 2003 se inaugurou um local para a Federación de Peñas de Osasuna. No verão se empreendeu uma remodelação total do deslizamento lançando-se, levantamento a parte baixa quase 2 metros do gramado, retirando a extraordinária cerca de separação com o terreno de jogo, melhorando assim a visibilidade do campo. Foram ampliados os lados e os fundos, e os velhos banquinhos foram substituídos por uns modernos de metacrilato. Novos videomarcadores foram instalados em cada área de fundo e, além disso, a Fundação Osasuna teve sua nova sede inaugurada em frente ao estádio.
Desde sua inauguração até começos de 2006 recebeu o nome de Estádio de El Sadar em homenagem ao rio Sadar que atravessa a capital de Navarra muito perto do estádio. A partir de 2006 mudou seu nome pelo de Reyno de Navarra tenta alcançar Osasuna e o Governo de Navarra a um acordo de patrocínio por meio do qual Osasuna recebe 1,5 milhões de euros durante 3 anos. Reyno de Navarra é a marca criada pelo fórum para promocionar o turismo em Navarra.
No estádio é frequente a presença de bandeiras bascas e irlandesas.